# Belgian Health Telematics Commission
De Belgian Health Telematics Commission (BHTC) is een Belgische regeringscommissie die zich bezighoudt met het ontwikkelen van standaarden voor de uitwisseling van gezondheidsinformatie tussen gezondheidszorgverstrekkers. De commissie verleent advies over e-health aan de Belgische regering.
De BHTC bestaat uit meerdere werkgroepen:
- Data
- Ziekenhuis(zen)
- Telemedicine
- Label: homologatie van (para)medische software

Georges De Moor (voorzitter van de commissie), Jos Devlies en Geert Thienpont publiceerden in 2006 het rapport eHealth strategy and implementation activities in Belgium.